# You Lost Me
You lost me is een single van de zangeres Christina Aguilera uit de Verenigde Staten. In het Nederlandse taalgebied is het de tweede single van haar album Bionic. In de Verenigde Staten en Canada is het de derde single van dit album. De single werd uitgebracht op 26 juli 2010. Hiervoor werd een radio-remix gemaakt van het nummer zoals dit op het album stond.
Aguilera schreef het nummer met de Australische zangeres Sia Furler. Furler doet ook de achtergrondzang in het nummer. Het nummer is geschreven in de toonsoort a mineur, met een tempo van 50 beats per minute (alla breve). De tekst gaat over iemand die bedrogen is door haar geliefde.
De videoclip ging op 20 juli 2010 in première op de internetpagina MuchMusic. In de clip bevindt de zangeres zich in een vieze, lege slaapkamer met een verscheurd matras en verbrande kussens.
Het nummer ontving positieve kritieken. Leah Greenblatt van Entertainment Weekly noemde het een "betoverende ballad".

## Tracklist

#### Promo - Digital
RCA - (Sony) (26-07-2010)
1. You lost me (Radio mix) - 4:21

## Hitnotering

### NederlandseSingle Top 100
| Hitnotering: (Week 1) 18-09-2010 Hitnotering: (Week 2) 27-10-2012 | Hitnotering: (Week 1) 18-09-2010 Hitnotering: (Week 2) 27-10-2012 | Hitnotering: (Week 1) 18-09-2010 Hitnotering: (Week 2) 27-10-2012 | Hitnotering: (Week 1) 18-09-2010 Hitnotering: (Week 2) 27-10-2012 | Hitnotering: (Week 1) 18-09-2010 Hitnotering: (Week 2) 27-10-2012 |
| Week:                                                             | 1                                                                 |                                                                   | 2                                                                 |                                                                   |
| ----------------------------------------------------------------- | ----------------------------------------------------------------- | ----------------------------------------------------------------- | ----------------------------------------------------------------- | ----------------------------------------------------------------- |
| Positie:                                                          | 91                                                                | uit                                                               | 79                                                                | uit                                                               |

Studioalbums: Christina Aguilera · Stripped · Back to Basics · Bionic

Andere albums: Mi Reflejo · My kind of Christmas · Just Be Free · Keeps Gettin' Better: A Decade of Hits

Singles (in Nederland): "Genie in a Bottle" · "What a Girl Wants" · "I Turn to You" · "Come On Over Baby (All I Want Is You)" · "Nobody Wants to Be Lonely" · "Lady Marmalade" · "Dirrty" · "Beautiful" · "Fighter" · "Can't Hold Us Down" · "The Voice Within" · "Car Wash" · "Tilt Ya Head Back" · "Ain't No Other Man" · "Hurt" · "Tell Me" · "Candyman" · "Oh Mother" · "Keeps Gettin' Better"

Zie ook: Discografie · RCA Records